# Приседналоцветен трилиум
Приседналоцветен трилиум (Trillium sessile) е вид многогодишно диво растение от семейство Melanthiaceae. Рядко достига на височина над 9 cm. Видът е незастрашен от изчезване.

## Разпространение
Видът е разпространен в централната част на източните щати и Озарките.